# Horisme predotai
Horisme predotai är en fjärilsart som beskrevs av Bytinsky-salz 1937. Horisme predotai ingår i släktet Horisme och familjen mätare. Inga underarter finns listade i Catalogue of Life.